# Covasna (županija)
Covasna (mađarski: Kovászna) je županija (judeţ) u Transilvaniji u Rumunjskoj. Njeno administrativno središte je grad Sfântu Gheorghe.

## Susjedne županije
- Brašov (prema zapadu)
- Harghita (prema sjeveru)
- Vrancea i Bacău (prema istoku)
- Buzău (prema jugu)

## Demografija
U 2002. imala je 222.449 stanovnika. Gustoća naseljenosti iznosila je 60 stan/km².
Po etničkoj pripadnosti:
- Mađari - 73.79% (164.158 stanovnika)[1]
- Rumunji - 23.28% (51.790 stanovnika)
- Romi - 2.68% (5.973 stanovnika)

Županija Covasna ima drugi najveći postotak mađarske populacije u Rumunjskoj (odmah iza susjedne županije Harghita). Mađari iz županije Covasna pripadaju regionalnoj zajednici Sikula.
| Godina | Broj stanovništva županije |
| ------ | -------------------------- |
| 1948.  | 157.166                    |
| 1956.  | 172.509                    |
| 1966.  | 176.858                    |
| 1977.  | 199.017                    |
| 1992.  | 233.256                    |
| 2002.  | 222.449                    |

- Etnički zemljovid županije Covasna u Rumunjskoj, popis iz 1992. godine.
- Etnički zemljovid županije Covasna u Rumunjskoj, popis iz 2002. godine.

## Zemljopis
Cjelokupna površina županije Covasna iznosi 3,710 km².
Veći dio reljefa sastoji se od planina koje pripadaju Istočnim Karpatima. Većina naselja nalazi se u dolinama i depresijama raznih rijeka te rječica.
Glavna rijeka županije je Olt. Na njenim obalama leži županijsko središte Sfântu Gheorghe.

## Gospodarstvo
Županija Covasna je prilično privlačna za strane, uglavnom mađarske ulagače.
Najvažnije industrijske grane su:
- drvna industrija
- tekstilna industrija
- proizvodnja električnih dijelova
- prehrambena industrija

## Turizam
Glavne turističke destinacije u županiji su:
- Grad Sfântu Gheorghe
- Planinska ljetovališta: 
  - Covasna
  - Bálványosfürdő
  - Malnaş-Băi
  - Vâlcele
  - Şugaş-Băi
  - Baile Fortyogo
  - Biborţeni
  - Ozunca-Bai
- Planine:
  - Planine Baraolt
  - Planine Bodoc
  - Planine Nemira
  - Planine Întorsura Buzaului

## Administrativna podjela
Županija Covasna dijeli se na 2 municipija (municipiu), 3 grada (oraş) i 40 općine (comuna).

### Municipiji
- Sfântu Gheorghe (Sepsiszentgyörgy) - županijsko središte; broj stanovnika: 60.900
- Târgu Secuiesc (Kézdivásárhely)

### Gradovi
- Covasna (Kovászna)
- Baraolt (Barót)
- Întorsura Buzăului (Bodzaforduló)

### Općine
| - Aita Mare (Nagyajta) - Arcuş (Árkos) - Barcani (Zágonbarkány) - Băţani (Nagybacon) - Belin (Bölön) - Bixad(Sepsibükszád) - Bodoc (Sepsibodok) - Boroşneu Mare (Nagyborosnyó) - Brăduţ (Bardóc) - Brateş (Barátos) | - Breţcu (Bereck) - Catalina (Szentkatolna) - Cernat (Csernáton) - Chichiş (Kökös) - Comandău (Kommandó) - Dalnic (Dálnok) - Dobârlău (Dobolló) - Estelnic (Esztelnek) - Ghelinţa (Gelence) - Ghidfalău (Gidófalva) | - Haghig (Hidvég) - Ilieni (Illyefalva) - Lemnia (Lemhény) - Malnaş (Málnás) - Mereni (Kézdialmás) - Micfalău (Mikóújfalu) - Moacşa (Maksa) - Ojdula (Ozsdola) - Ozun (Uzon) - Poian (Kézdiszentkereszt) | - Reci (Réty) - Sânzieni (Kézdiszentlélek) - Sita Buzăului (Szitabodza) - Turia (Torja) - Vâlcele (Előpatak) - Valea Crişului (Sepsikőröspatak) - Valea Mare (Nagypatak) - Vârghiş (Vargyas) - Zăbala (Zabola) - Zagon (Zágon) |

(mađarski nazivi su u zagradama).

## Vanjske poveznice
- www.covasna.ro - službena stranica županije